# Eunephrops bairdii
Eunephrops bairdii е вид ракообразно от семейство Омари (Nephropidae).

## Разпространение
Видът е разпространен в Колумбия и Панама.